# Tris(2-phénylpyridine)iridium
Le tris(2-phénylpyridine)iridium, ou Ir(ppy)3, est un composé organométallique d'iridium à l'état d'oxydation +3 et de formule chimique Ir(C6H4–C5H4N)3. Ce complexe homoleptique comporte trois ligands 2-phénylpyridine, notés ppy. Il s'agit d'un solide jaune-vert électroluminescent émettant dans les longueurs d'onde vertes. La molécule présente une stéréochimie faciale, qui est chirale.
On peut l'obtenir par cyclométallation (en) de 2-phénylpyridine et de chlorure d'iridium(III) (en) IrCl3, selon la réaction idéale, :
IrCl3 (en) + 3 C6H5–C5H4N ⟶ Ir(C6H4–C5H4N)3 + 3 HCl.
L'Ir(ppy)3 a été étudié pour des applications de catalyse photorédox (en). Son état excité a un potentiel d'oxydoréduction de −2,14 V, soit un volt encore sous celui du cation Ru(bpy)32+.